# Lillo (Castille-La Manche)
Pour les articles homonymes, voir Lillo.
Lillo est une commune d'Espagne de la province de Tolède dans la communauté autonome de Castille-La Manche.

## Toponymie
Selon Jairo Javier García Sánchez, le terme « Lillo » pourrait provenir du latin liliv qui signifie « lys ».

## Histoire
Des restes archéologiques datant de l'époque romaine ont été trouvés sur la commune. Au Moyen Âge, Lillo appartient successivement à la couronne, à l'ordre de Saint-Jean de Jérusalem puis à l'archevêché de Tolède. Il appartient administrativement à La Guardia de Tolède jusqu'à 1430, année où il acquiert le titre de villa par ordre du prélat tolédan Juan Martínez de Contreras. Pedro López de Ayala, quatrième comte de Fuensalida, achète le village en 1584.
Au milieu du XIXe siècle, Lillo comporte 586 maisons et le budget municipal s'élève à 33 423 reales, dont 5 500 servent à payer le secrétaire. En 1885, le village est victime d'une épidémie de choléra.

## Géographie
La commune se situe à 73 km au nord-est de la province de Tolède et appartient à la comarque de la Mesa de Ocaña (en). Elle est voisine des communes de La Guardia au nord, Corral de Almaguer à l'est, Villacañas au sud, et Tembleque ainsi que El Romeral à l'ouest. Toutes ces communes appartiennent à la province de Tolède.
Elle se trouve dans une zone relativement basse, dotée de diverses lagunes résiduelles, dont la principale, la Laguna de Longar qui borde les environs immédiats du village au sud. La Laguna del Altillo est célèbre pour sa faune très variée. Lillo compte une autre lagune plus éloignée du centre urbain appelée la Albardiosa.
La commune de Lillo présente un relief pratiquement plat, à l'exception du Cerro de San Antón (818 m). À la limite de la commune se trouve la Sierra de El Romeral au sud et el Valle del Arroyo de Santa Maria au nord.
Elle a une superficie de 151 km2, avec un centre urbain (Lillo) et un hameau (Carahorma) situé au nord-est de la commune. La place d'Espagne (Plaza de España), où se trouve l'hôtel de ville et l'église paroissiale de San Martín Obispo, a une altitude de 684 mètres, et est localisée à 39° 43′ 23,5″ de latitude nord et à 3° 18′ 17″ de longitude ouest.

Laguna del Longar
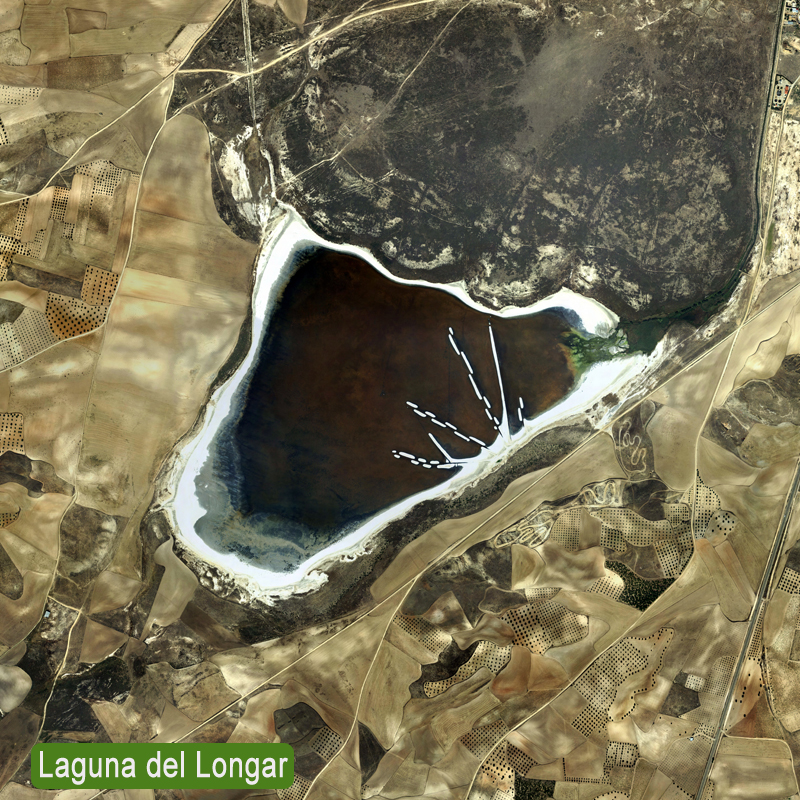
Vue aérienne de la Laguna del Longar
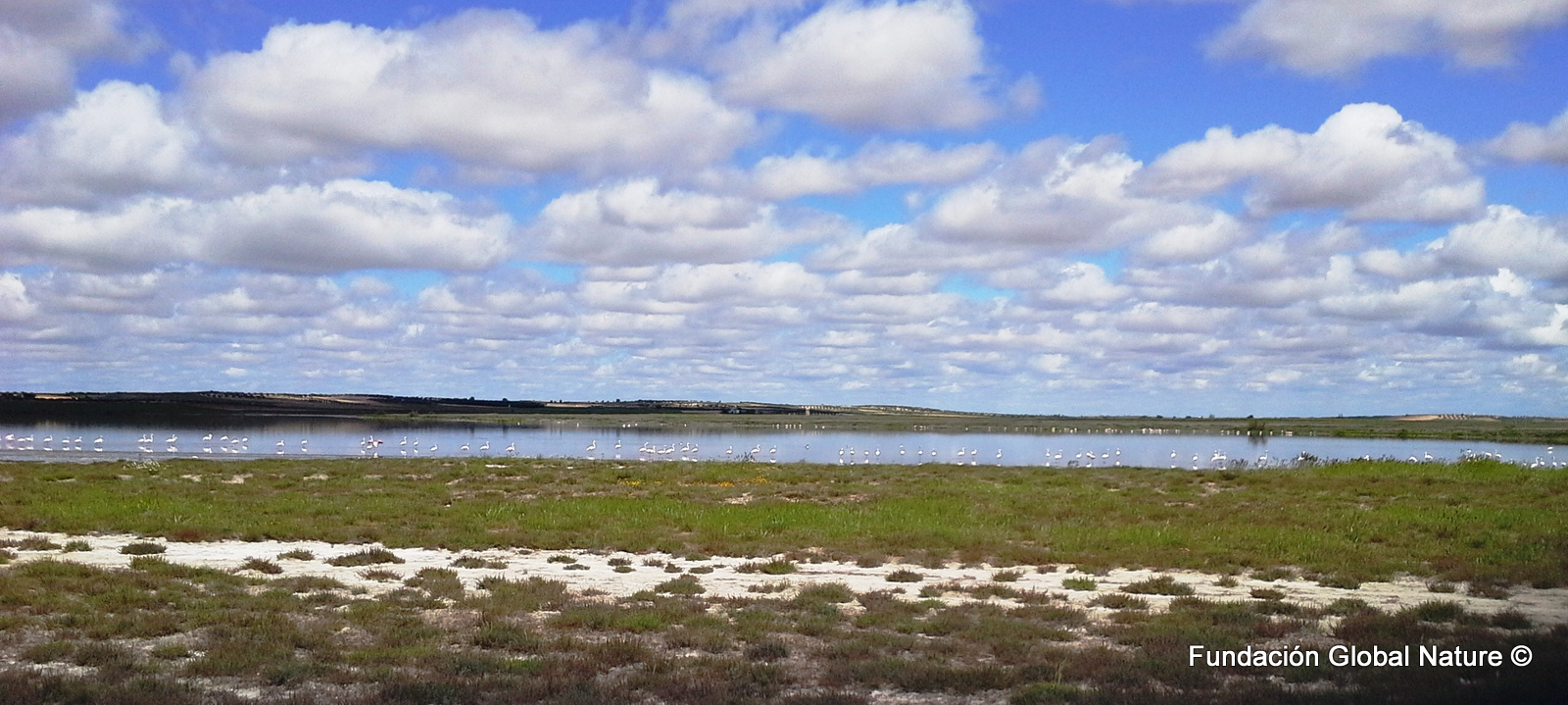
Laguna del Longar.
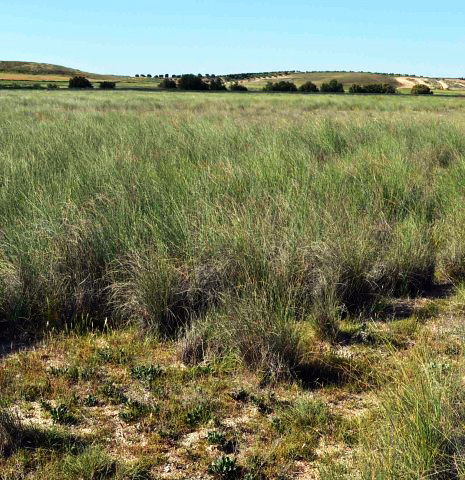
Albardinares de la Laguna del Longar.

## Voies de communication

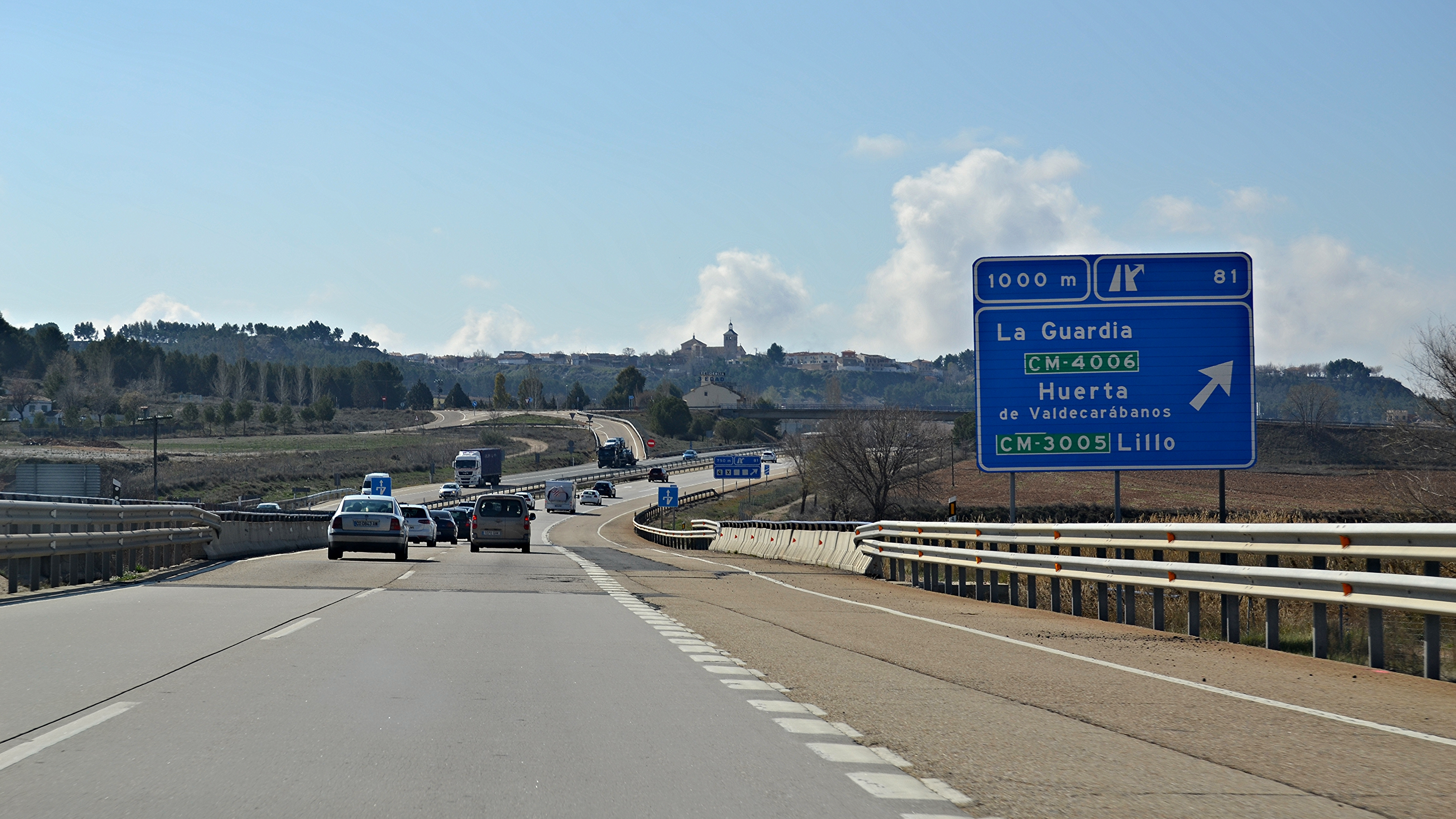
Autoroute Madrid-Córdoba-Cádiz non loin de Lillo.

Lillo se trouve à 17 km à l’est de l’autoroute du sud (autovía del sur A-4 reliant Madrid, Séville, Cordoue et Cadix. Il est situé à 101 km au sud de Madrid, à 71 km à l’est de Tolède, et à 111 km au nord-est de Ciudad Real.
Lillo se trouve au carrefour des routes comarcales suivantes :
- CM-3000 (es) ouest/est qui relie Tembleque à Corral de Almaguer
- CM-3001 (es) nord/sud qui relie Villatobas à Villacañas
- CM-3005 (es) nord-ouest/sud-est qui relie La Guardia à La Villa de Don Fadrique.

## Géologie
Les caractéristiques géomorphologiques de la zone géographique de Lillo sont celles d'une plaine qui borde la Mesa de Ocaña au sud. La douce topographie est due aux matériaux miocènes et pliocènes qui donnent lieu à des plateaux, conséquence du réseau hydrographique actuel.
De manière isolée et rompant la monotonie du paysage, apparaissent une série de reliefs cambriens résistants à l'érosion ressemblant à des îles-collines.
Discordant du paléozoïque, le tertiaire continental est sujet à des variations latérales de faciès, selon la direction est-ouest. Le dépôt tertiaire commence avec des séries argileuses et évaporitiques vindoboniennes et se terminent avec des zones calcaires du pontien (Miocène supérieur).
Les matériaux quaternaires sont bien représentés par les formations d'argiles-limons riches en gypse lagunaire et les talus d'éboulis qui entourent les effleurements quartzitiques paléozoïques.

## Climatologie
Le climat de Lillo est de type méditerranéen caractérisé par des températures de saison, avec des hivers froids et des étés chauds. La période de sécheresse estivale est généralement très accentuée, tant en durée, en intensité qu'en irrégularité des précipitations annuelles. Tout cela provoque un climat caractérisé par l'aridité et la continentalité.
En juillet, la température moyenne mensuelle se situe au-delà de 26 °C. Cependant, les hivers sont froids, car la température moyenne du mois de janvier se situe en dessous de 6 °C, et les gelées sont fréquentes en hiver, y compris au début du printemps et à la fin de l'automne.
Les précipitations sont rares et oscillent entre 400 et 600 litres par mètre carré à l'année. Les indices d'aridité sont très élevés.

## Faune
La faune terrestre est représentée par le lapin et le lièvre, ainsi que quelques rares renards.
Les oiseaux les plus typiques sont la perdrix rouge, la caille, la tourterelle et le pigeon ramier.

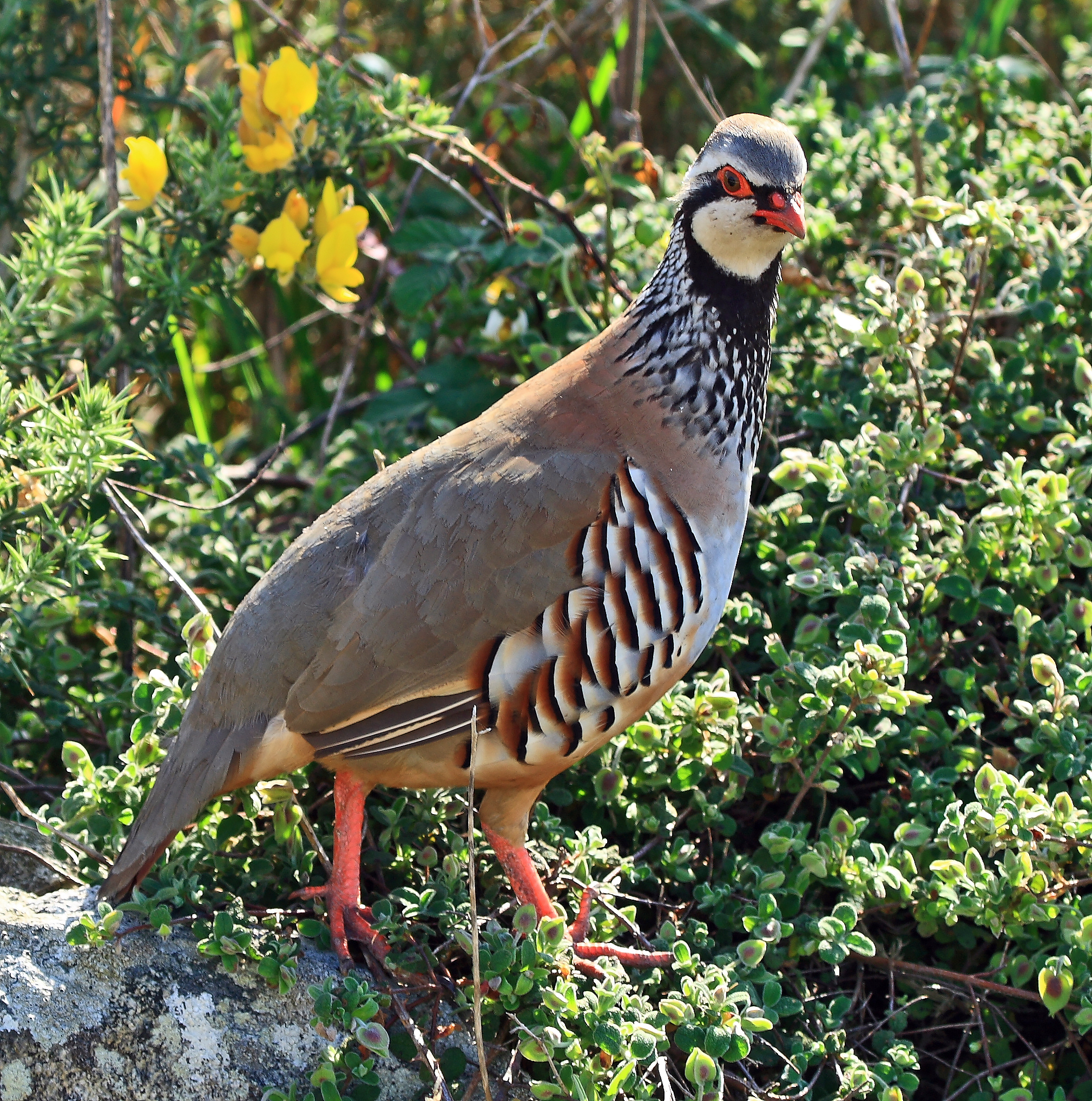
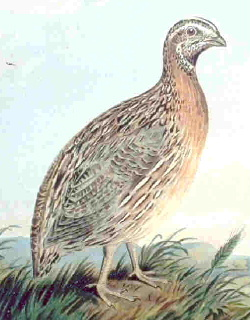
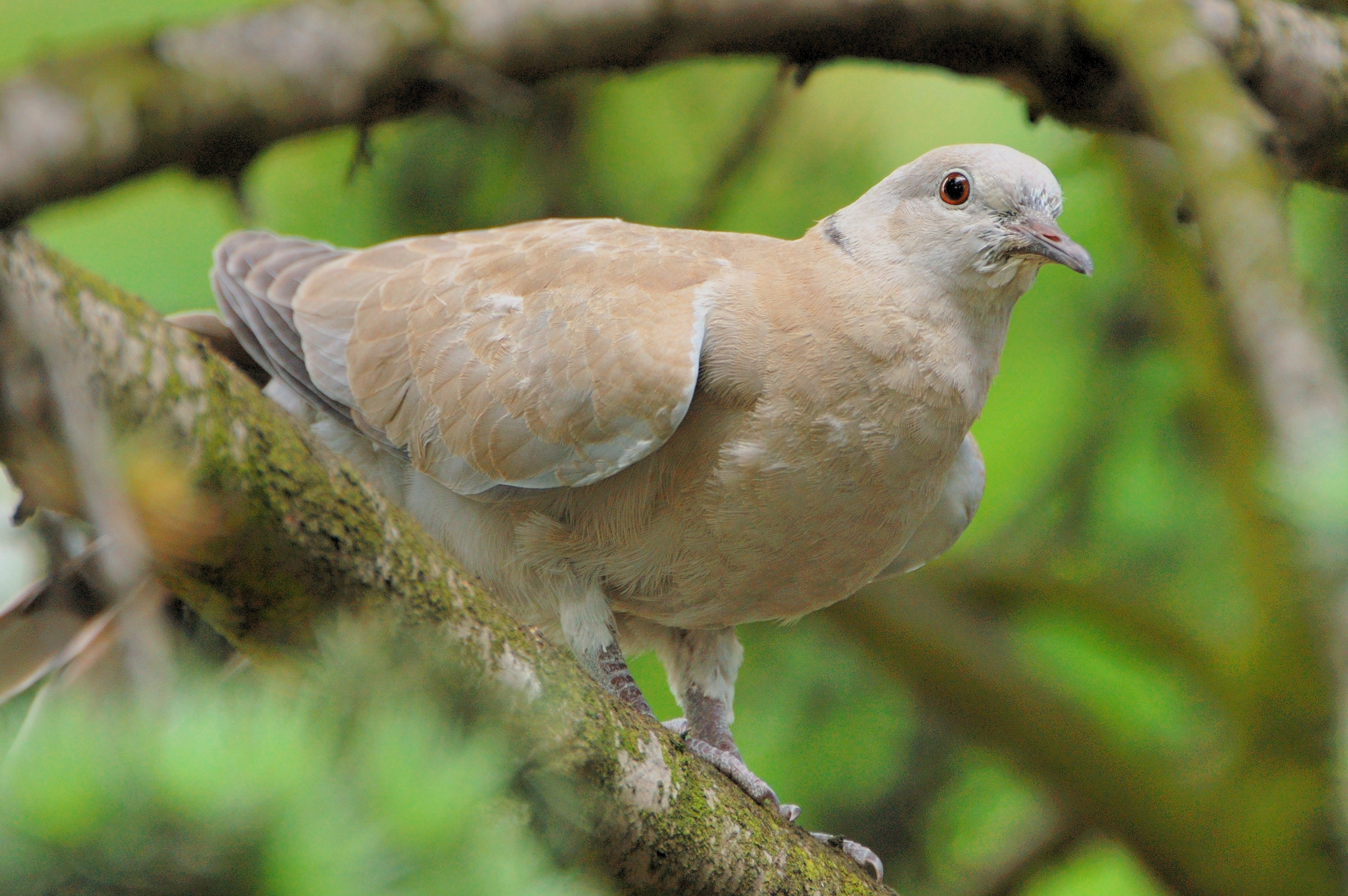
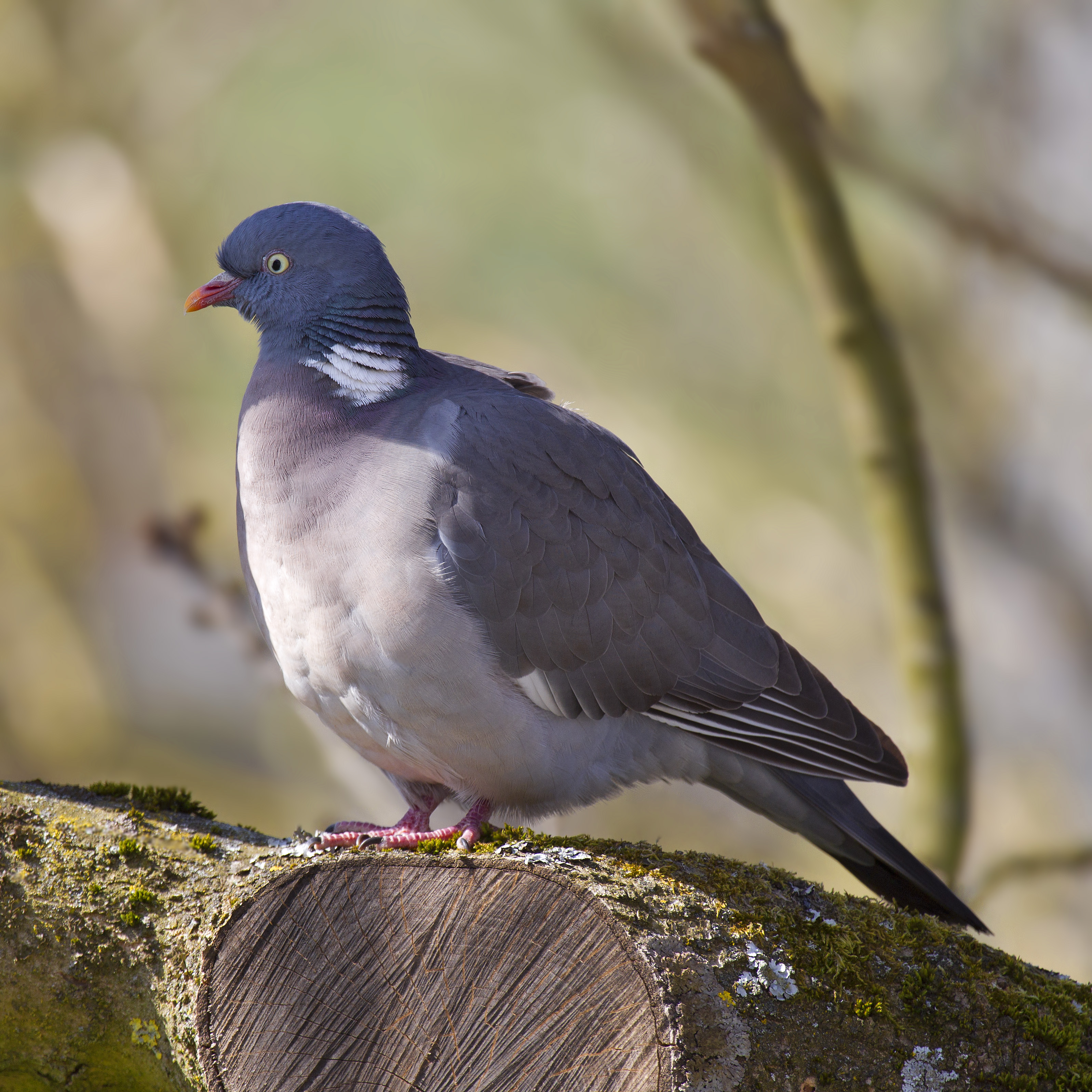

Parmi les rapaces, on trouve le faucon crécerellette et le busard cendré.

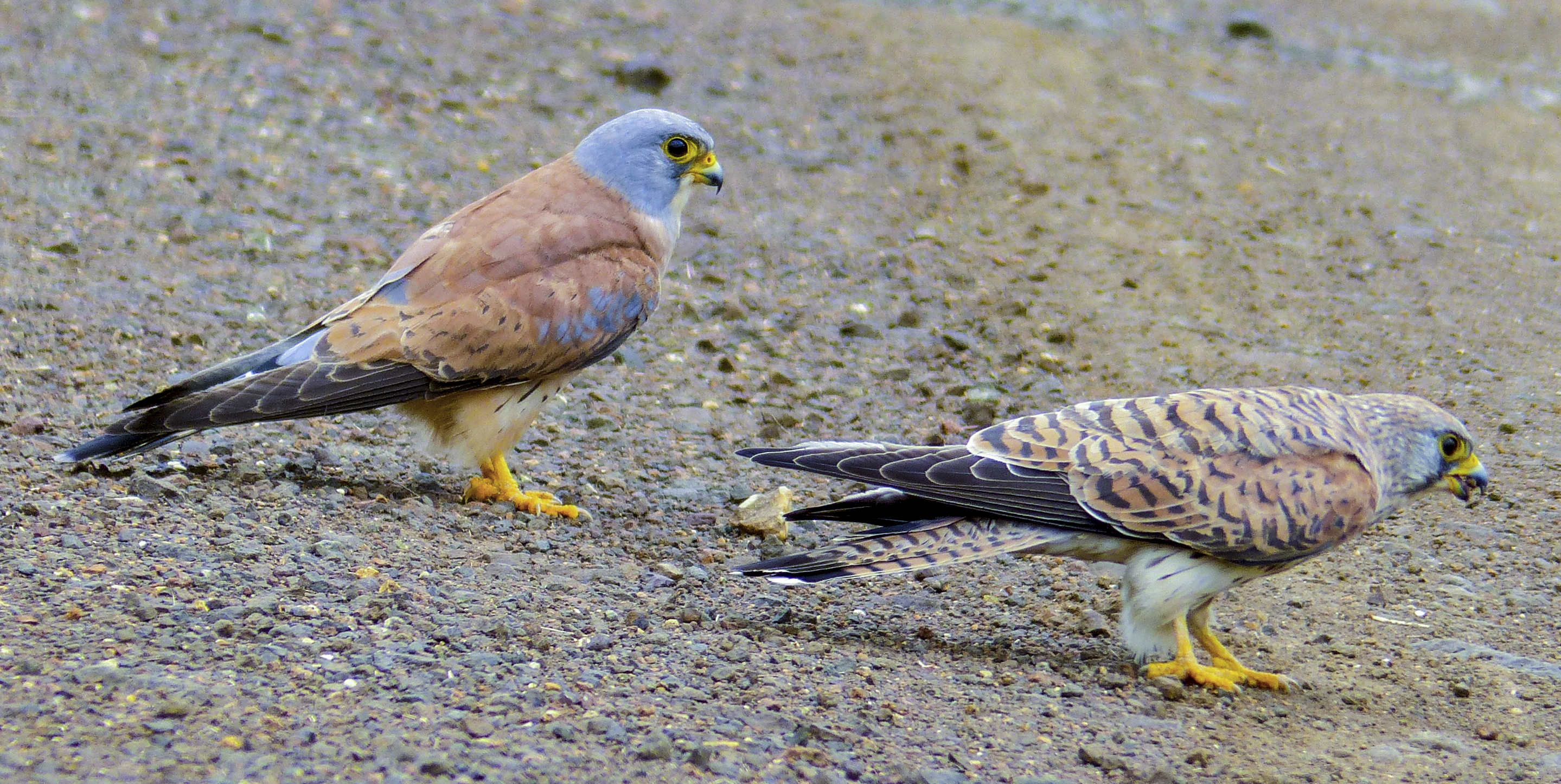
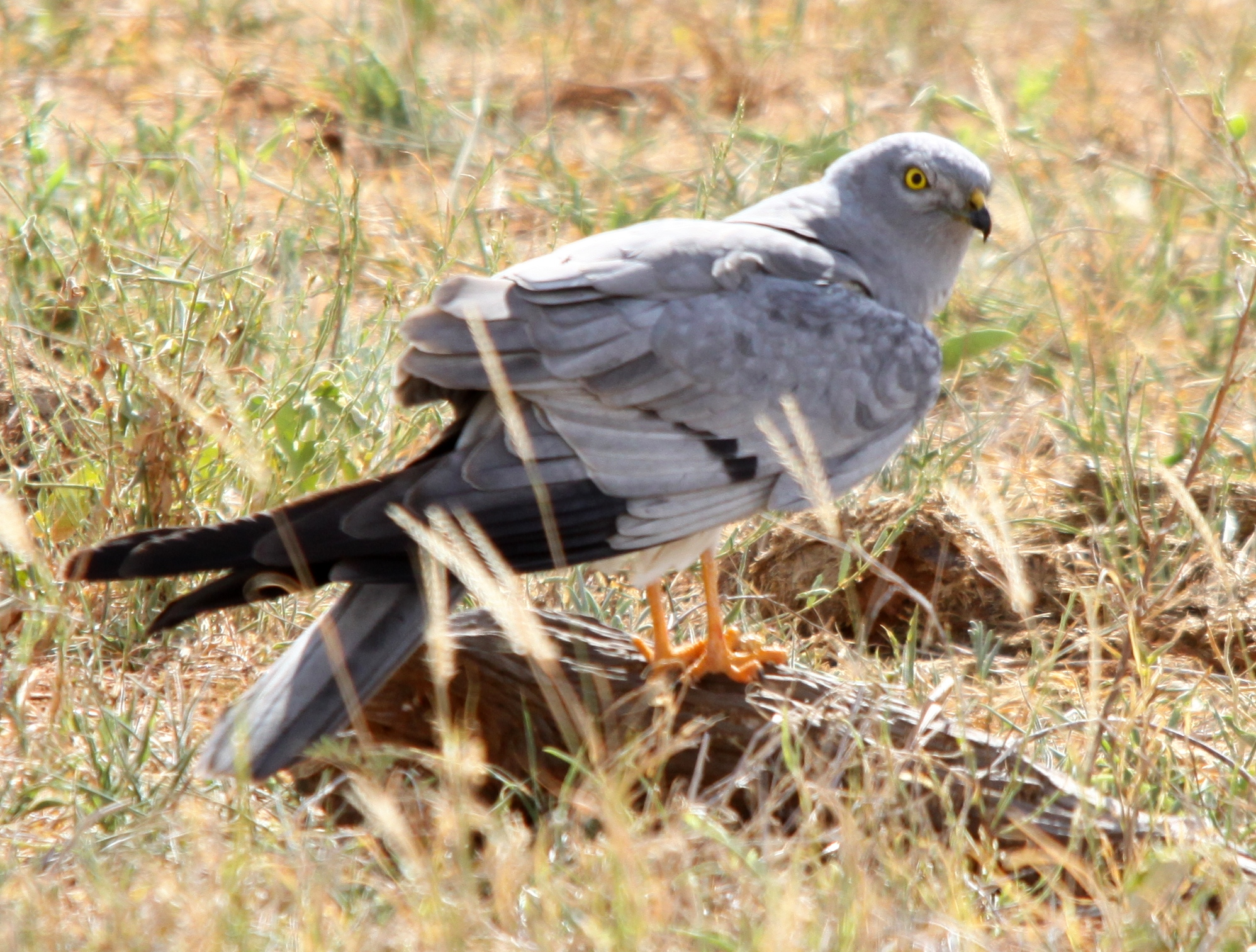

Les lagunes sont également classées comme Lieu d'Importance Communautaire Zones humides de la Manche et dans la Zone de Protection Spéciale des oiseaux (ZEPA) Zones humides de la Manche. La principale valeur faunistique est constituée par les oiseaux aquatiques : la sterne hansel, l'Échasse blanche, l'avocette élégante, la grue cendrée, 

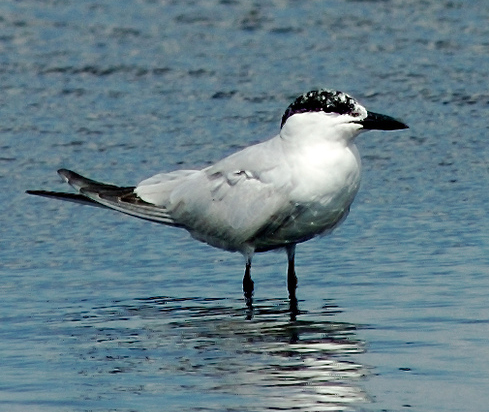
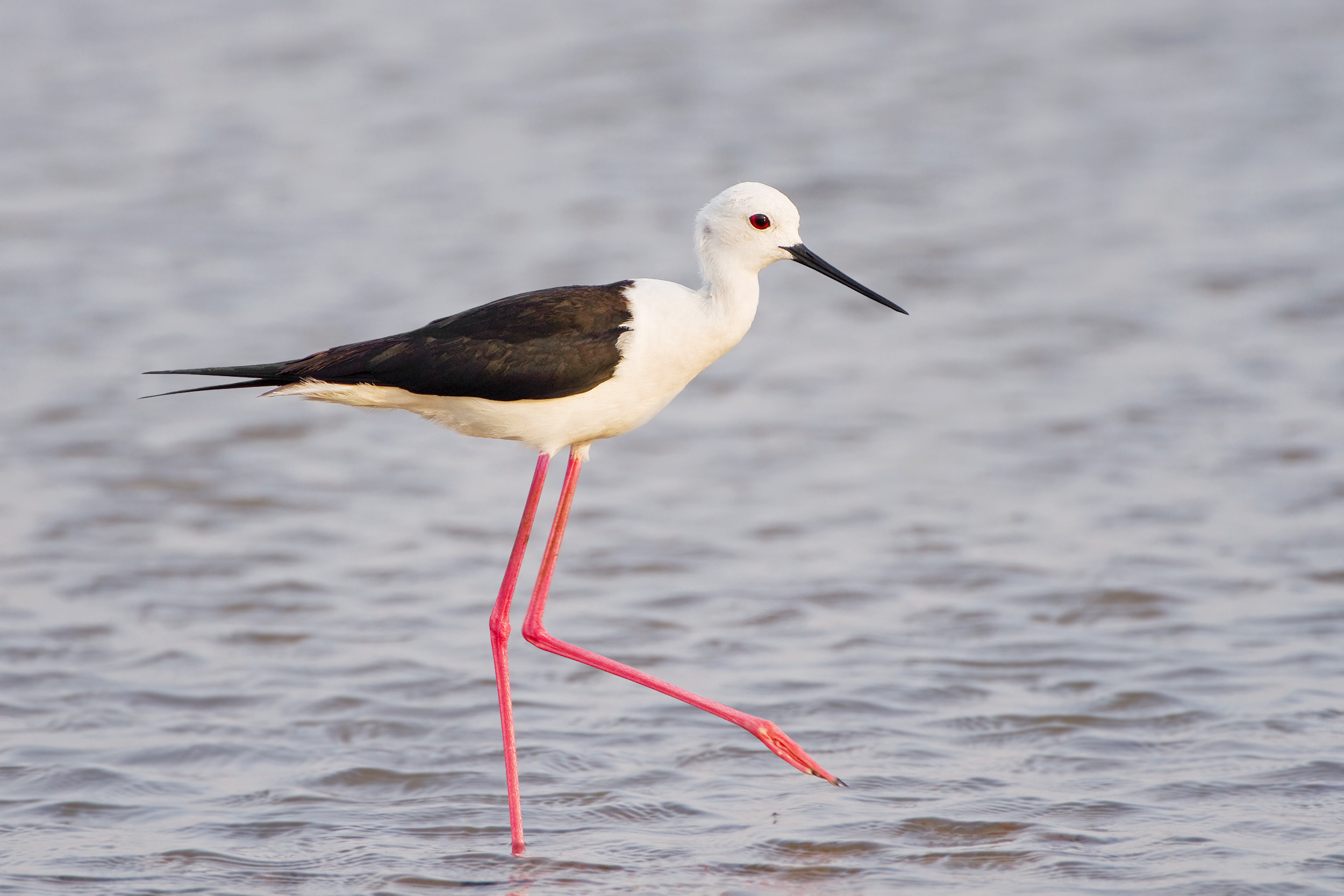
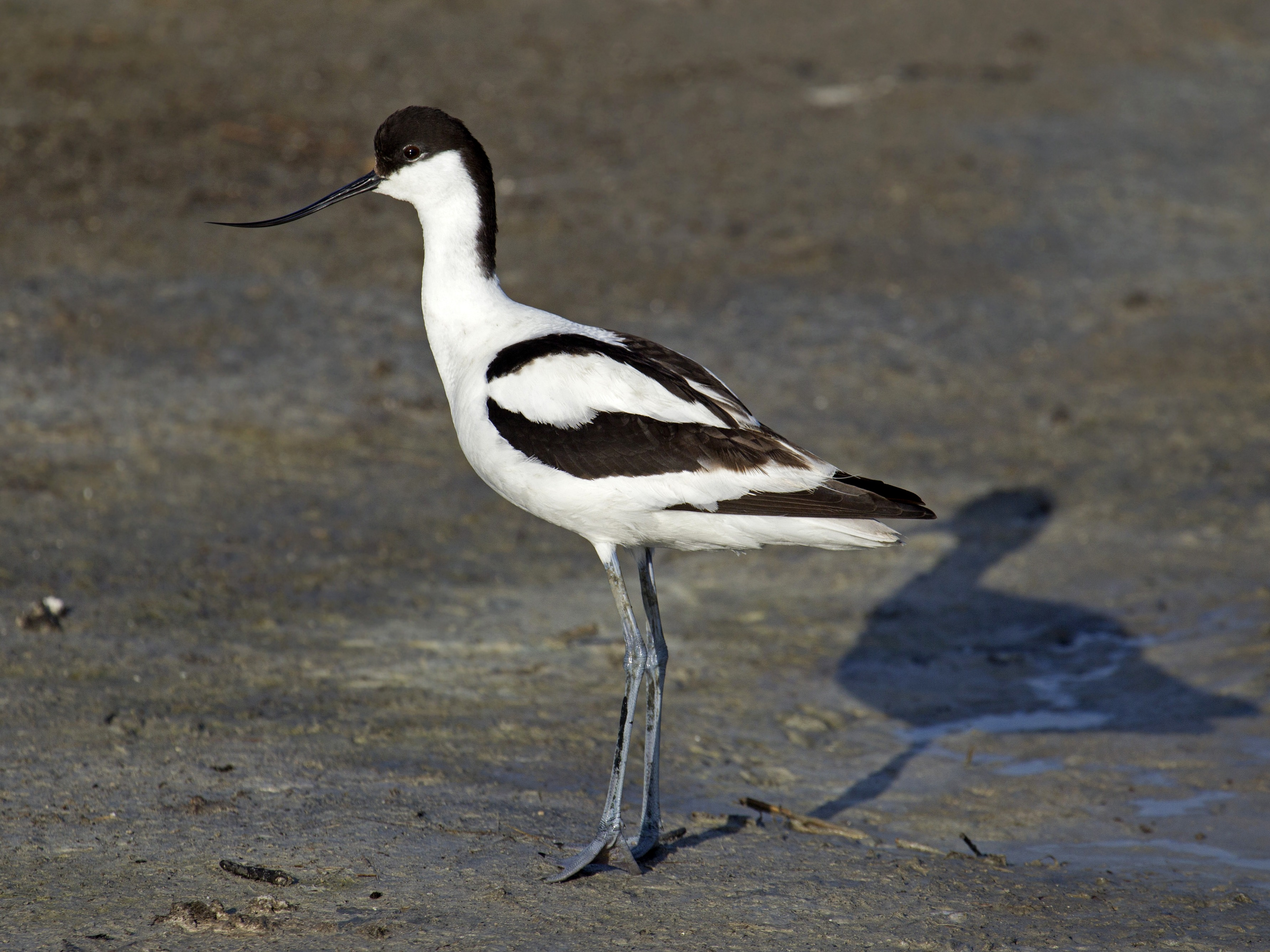
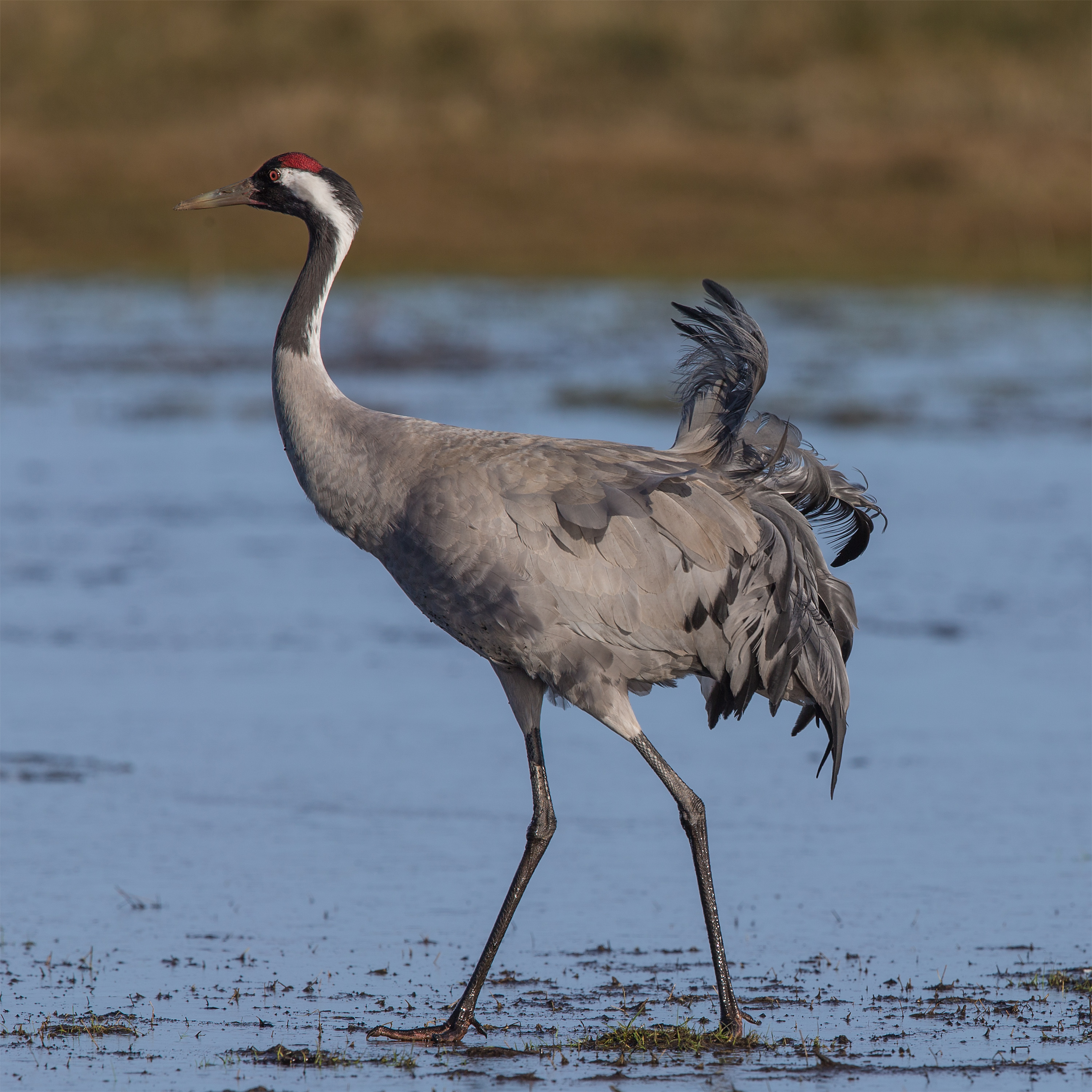

le pluvier à collier interrompu, le vanellus, le tadorne de Belon, la nette rousse, ainsi que le busard des roseaux.

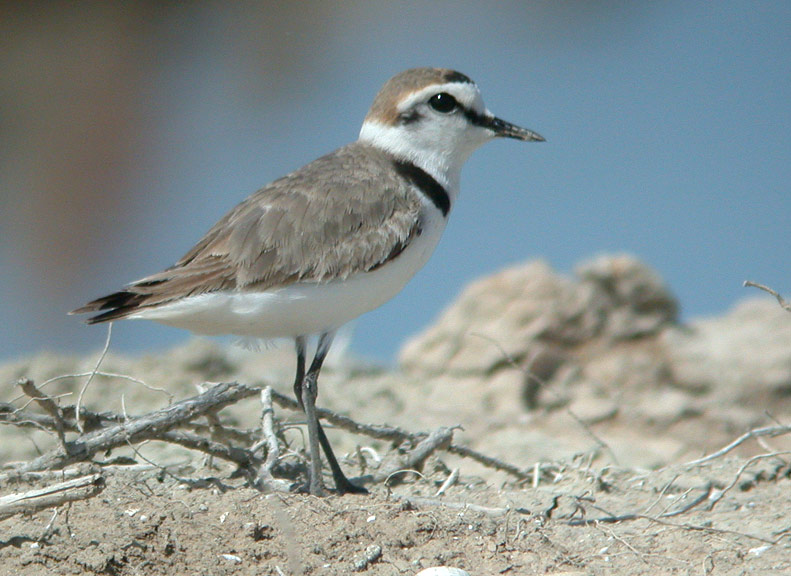
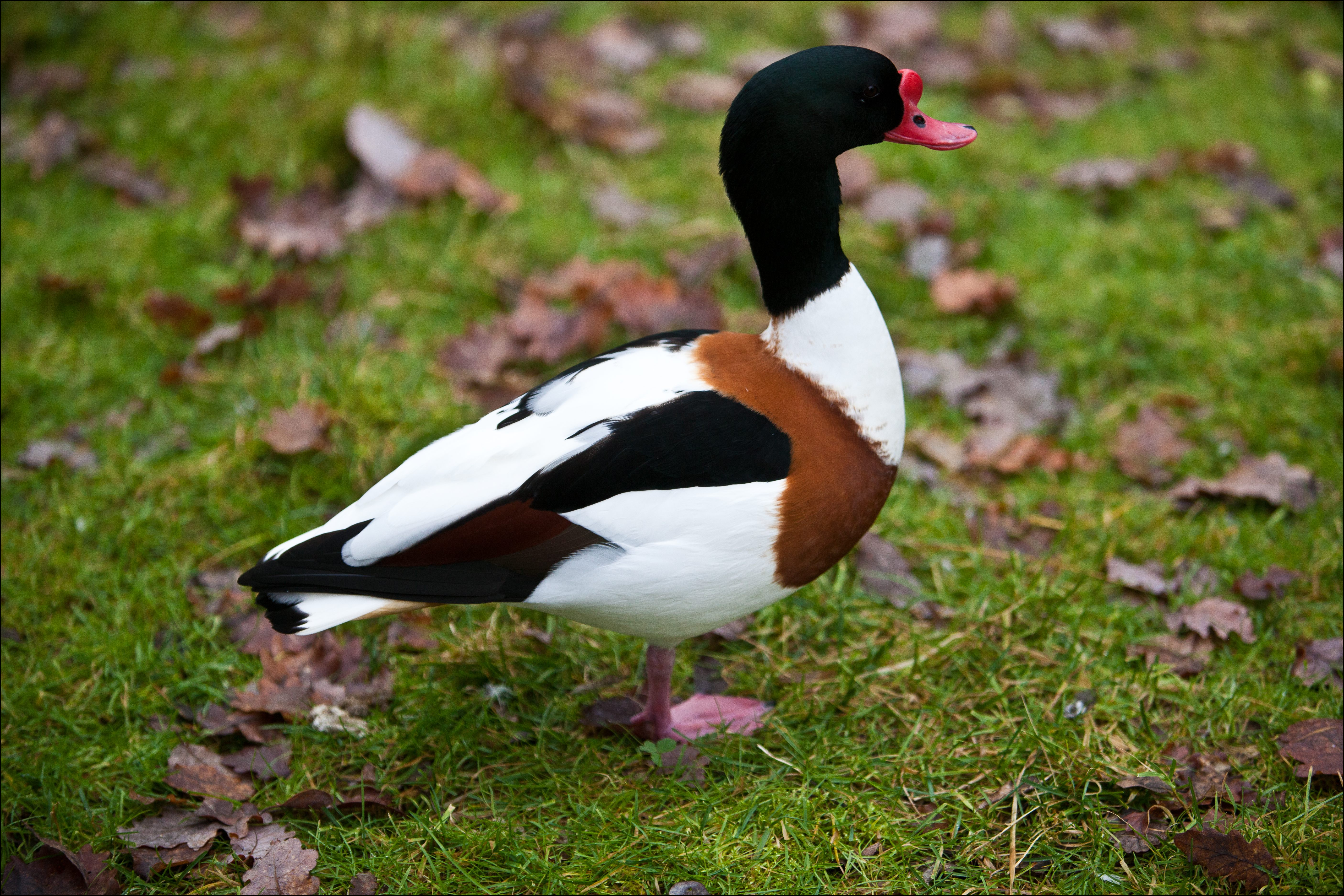
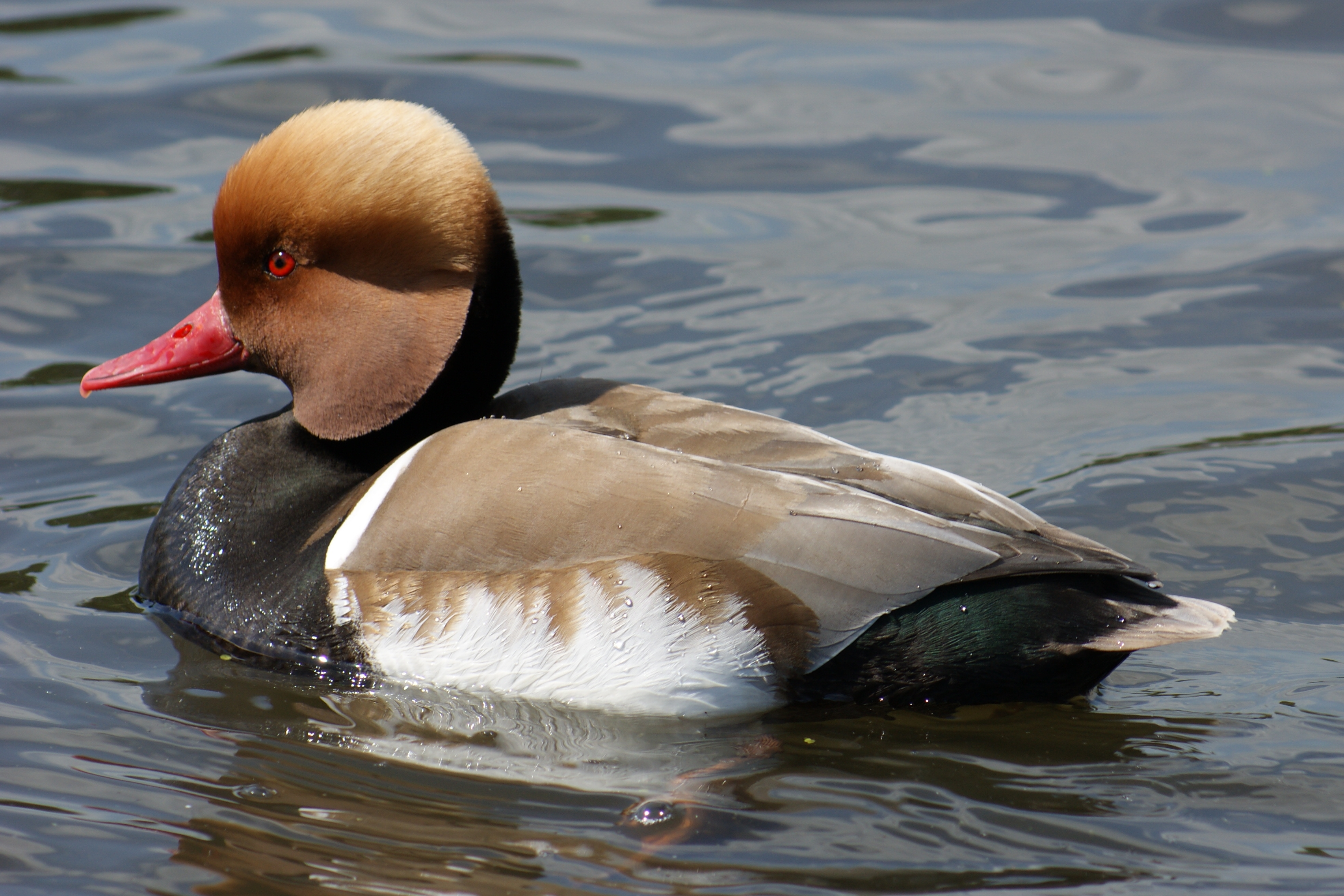
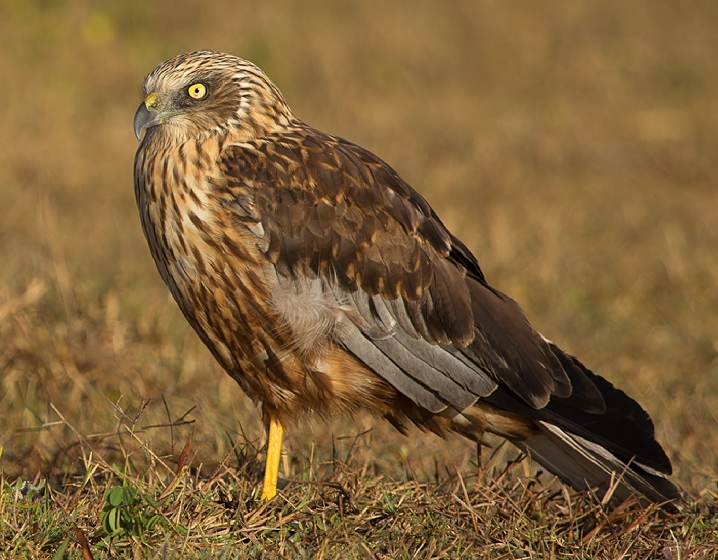

## Flore
Les arbres, arbustes et plantes les plus caractéristiques dans la région sont le peuplier blanc, le chêne vert, l'orme, le genêt et la soude commune.
Plusieurs lagunes endoréiques et certaines salines, qui ont été déclarées Réserves naturelles, possèdent une flore caractéristique comprenant le choin noirâtre (Schoenus nigricans). On y trouve aussi des champs de sparte (Lygeum spartum), dont la conservation est d'un intérêt prioritaire puisqu'ils abritent des plantes incluses au Catalogue Régional des Espèces Menacées. Le champ de sparte situé entre la lagune de El Longar et le centre urbain de Lillo est considéré comme un des mieux conservés et les plus étendus de toute la province de Toledo. On trouve également des Lepidium cardamines et des Limonium costae.

## Administration
Liste des maires depuis les élections démocratiques de 1979
| Mandat    | Nom du maire                                              | Parti politique |
| --------- | --------------------------------------------------------- | --------------- |
| 1979–1983 | José Martín González                                      | UCD             |
| 1983–1987 | José Antonio Álvarez Álvarez                              | PP              |
| 1987–1991 | Emilio Barajas Fernández                                  | PSOE            |
| 1991–1995 | Juan A. Durán González (13/03/1992) Julián Sánchez Casas  | PP PSOE         |
| 1995–1999 | Julián Sánchez Casas                                      | PSOE            |
| 1999–2003 | Julián Sánchez Casas                                      | PSOE            |
| 2003–2007 | Julián Sánchez Casas (09/07/2003) Eva María López Álvarez | PSOE            |
| 2007–2009 | Ángel Valencia Pacheco (jusqu’à 2009)                     | PP              |
| 2009-2011 | Eva María López Álvarez (depuis 2009)                     | PSOE            |
| 2011-2015 | Julián Sánchez Casas                                      | ASHL            |
| 2015-2019 | Julián Sánchez Casas                                      | ASHL            |

## Démographie
Les tableaux suivants montrent l'évolution du nombre d'habitants entre 1996 et 2011 selon les données de l'Institut National de la Statistique de l'Espagne (Instituto Nacional de Estadística, INE).
| Année      | 1996 | 1998 | 1999 | 2000 | 2001 | 2002 | 2003 | 2004 | 2005 | 2006 | 2007 | 2008 | 2009 | 2010 | 2011 | 2015 |
| ---------- | ---- | ---- | ---- | ---- | ---- | ---- | ---- | ---- | ---- | ---- | ---- | ---- | ---- | ---- | ---- | ---- |
| Population | 2892 | 2885 | 2885 | 2894 | 2905 | 2858 | 2816 | 2706 | 2704 | 2762 | 2962 | 3126 | 3062 | 3043 | 3171 | 2813 |

NOTA: Le chiffre de 1996 fait référence au 1er mai et le reste au 1er janvier.

## Personnalités  liées à la commune
- Venancio González y Fernández (1831-1897), avocat et homme politique espagnol, ministre de l’Intérieur et ministre des Finances, né à Lillo ;
- Alfonso González Lozano (1856-1912), homme politique espagnol, ministre de Gobernación (ministre de l'Intérieur), né à Lillo, fils de Venancio González y Fernández ;
- Maria Sagrario de Saint Louis de Gonzague, de son vrai nom Elivra Moragas Cantarero (1881-1936), religieuse Carmélite espagnole fusillée par les Républicains espagnols, martyre chrétienne, née à Lillo.

## Monuments et lieux d'intérêt

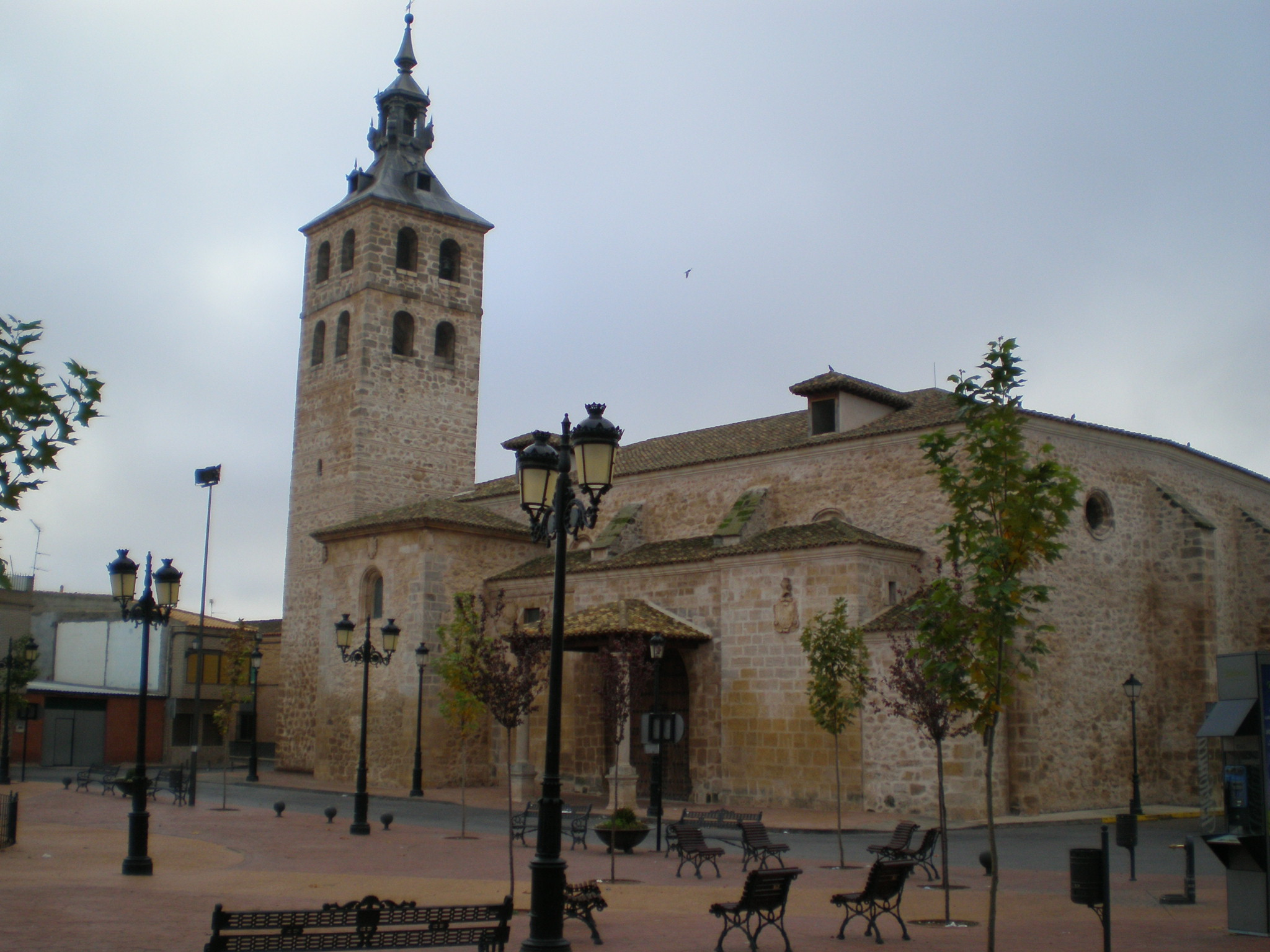
Iglesia parroquial de San Martín Obispo.

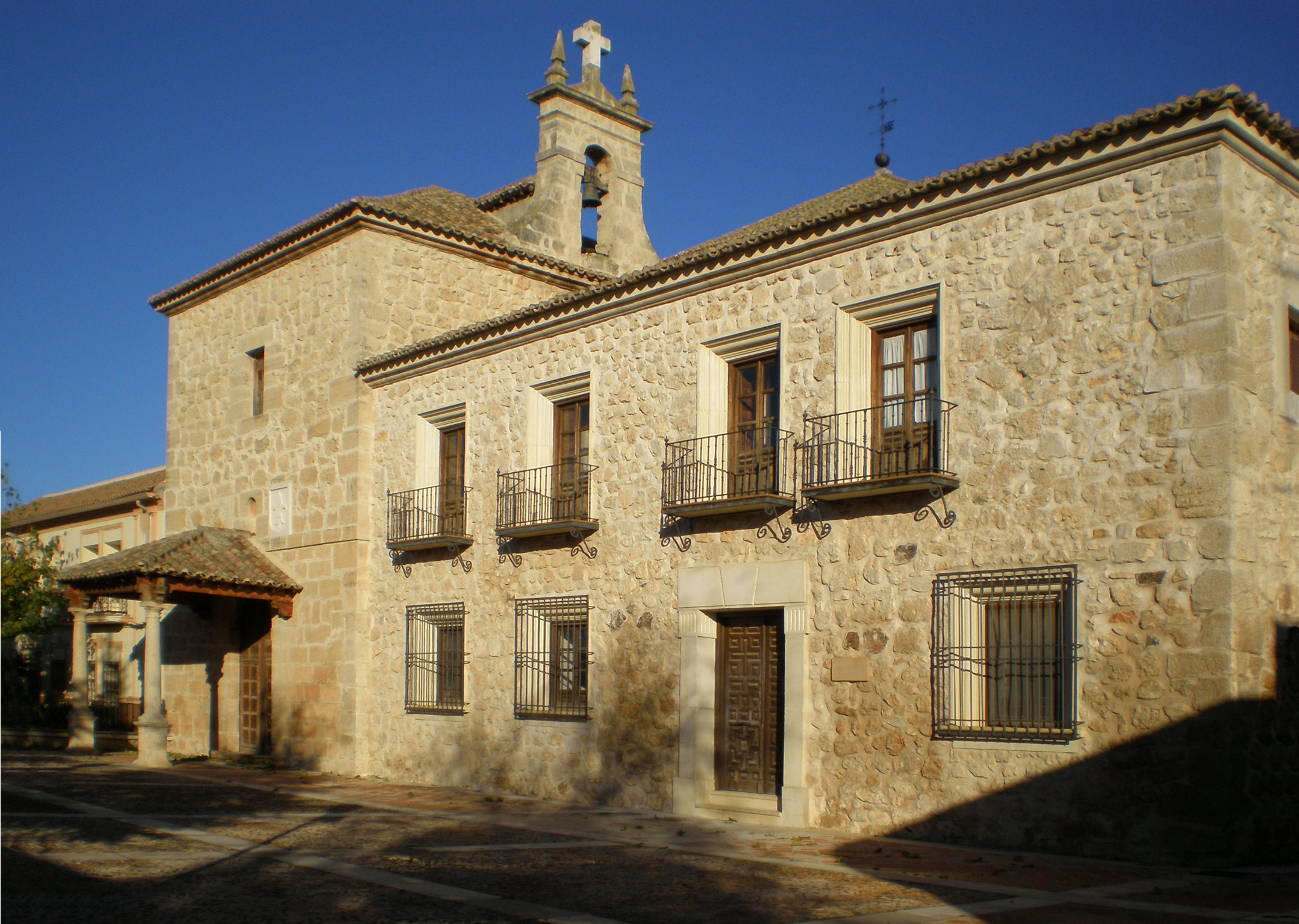
Couvent des franciscains.

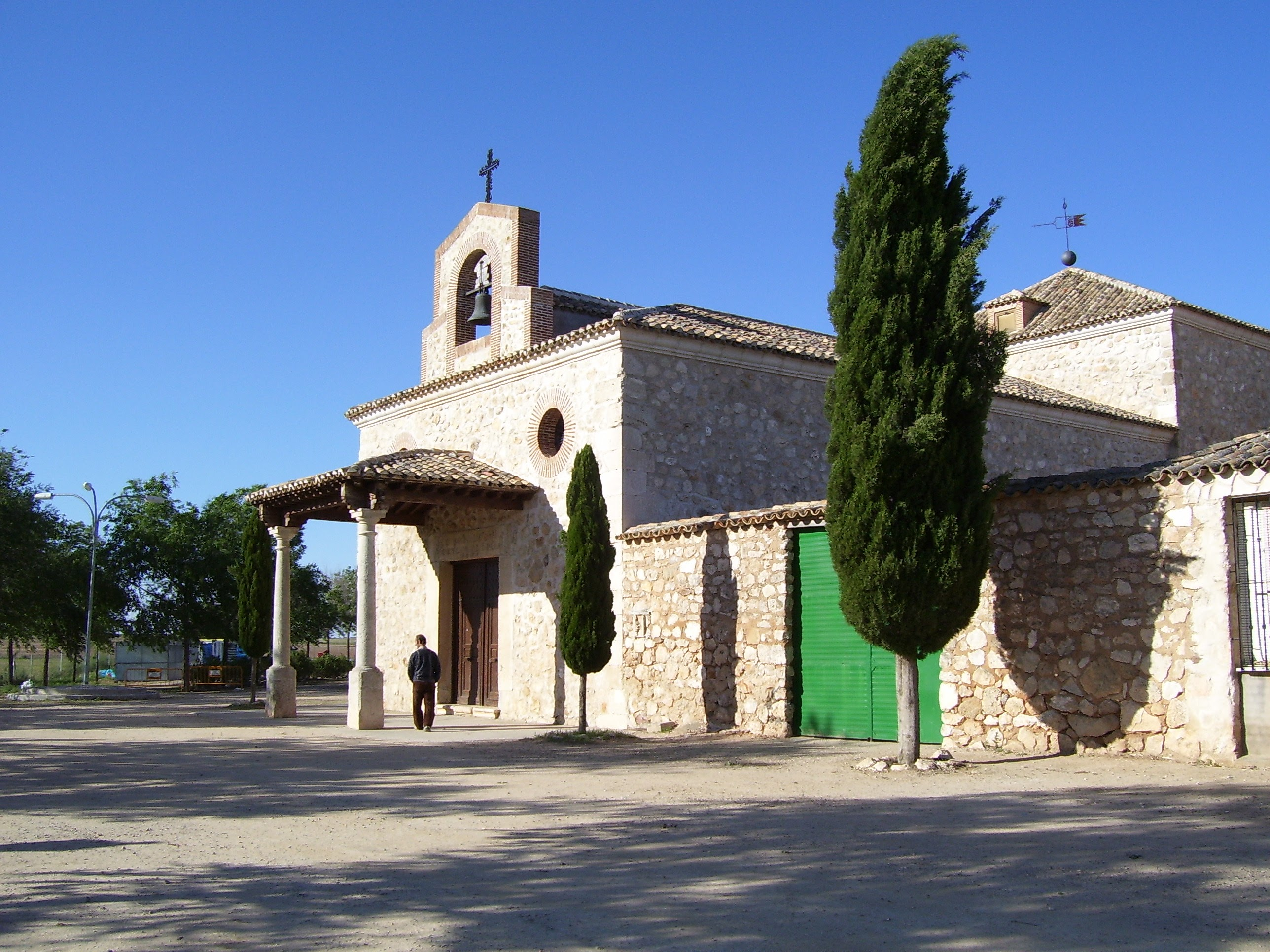
Ermita de la Esperanza.

- Iglesia parroquial de San Martín Obispo (Église paroissiale de Saint Martin Évêque) : église de style principalement gothique-romane de la deuxième moitié du XVe siècle. Elle est située sur la place d'Espagne, au centre du quartier ancien et fut déclarée Bien d'intérêt culturel le 26 novembre 1991[3]. C'est une église de trois travées d'égales hauteurs, séparées par des piliers, avec des croisées d'ogives, un autel pentagonal et une tour-clocher de base carrée. Elle compte de multiples détails architecturaux, comme des blasons, un chœur plateresque. Les murs  sont en pierre de taille à l'intérieur et en petit appareil à l'extérieur, à l'exception de certaines chapelles ajoutées dans différents styles. Elle a été réformée en 1609, en 1834, en 1877, en 1982 et entre 1991 et 1993. Au cours de l'année 2011, les peintures de l'intérieur de l'édifice religieux ont été rénovées, ainsi que les parties du plafond qui se trouvaient détériorées.
- Convento franciscano de San Pedro Bautista (Couvent franciscain de Saint Pierre Baptiste) : officiellement inauguré le 26 juillet 1644, après l'arrivée dans la ville des premiers frères franciscains en 1611. Il a été le siège du District judiciaire, du Tribunal de Première Instance, de la Salle d'Audience, de bureaux et de prison jusqu'à 1966. Après sa rénovation, il est aujourd'hui devenu la Maison de la Culture et dispose d'une auberge.
- Ermita de la Esperanza (Chapelle de l'Espérance) : église du XVIe siècle. Selon l'inscription du linteau de la porte principale, elle a été construite en 1755. Elle a été agrandie en 1990 et a subi une modification de sa distribution. En 2008 ont été effectués des travaux d'aménagement de la zone de détente aux alentours de la chapelle, avec mise en état du terrain, installation d'enclos en bois, installation de mobilier, de panneaux de signalisation ainsi qu'une zone de jeux pour enfants.

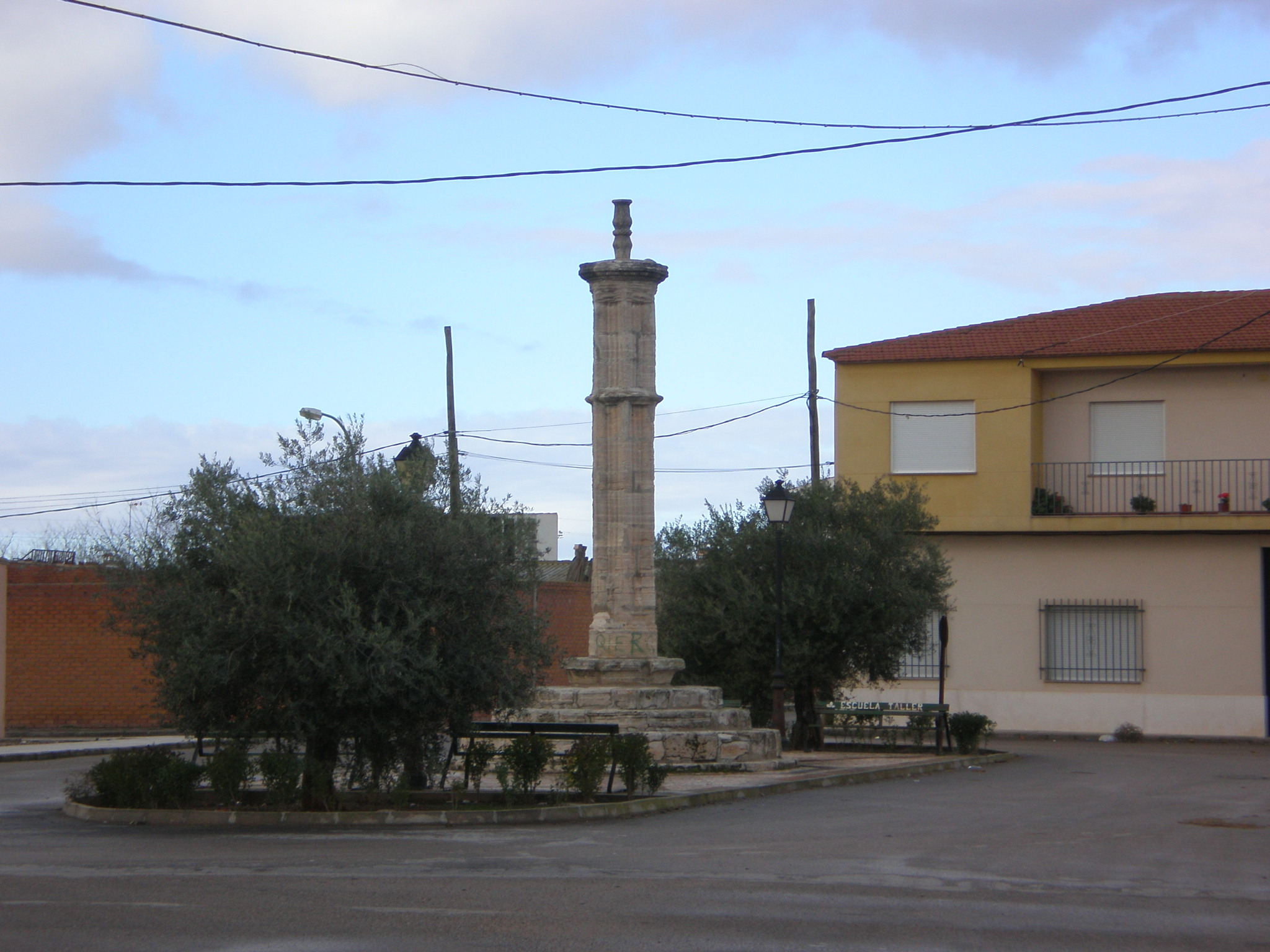
Le rouleau de justice de Lillo.

- El Rollo de justicia (Le Rouleau de justice): impressionnante pierre de plus de 6 mètres de hauteur.
- Ermita del Rosario (Chapelle du Rosaire) : église du XVIIIe siècle.
- Ermita de San Antón (Chapelle de Saint Antoine) : église reconstruite en 1855, selon une inscription à l'entrée de la chapelle majeure. Elle est située au sommet de la colline de San Antón. C'est une chapelle d'une seule travée couverte par un toit à deux pentes. La chapelle majeure est plus haute et se trouve séparée par un arc déformé qui menace de s'écrouler à cause de l'inclinaison des murs latéraux. On y célèbre San Antón et Santa Lucía (Sainte Lucie).

## Festivités
- Fêtes en l’honneur du Santísimo Cristo de las Injurias (Très Saint Christ des Injures (es)), patron de la ville, qui ont lieu du 30 avril au 4 mai. Populairement connues comme « Los Cristos », elles sont l’occasion du couronnement de reines et de dames, d’une fête foraine, de concerts, de feux d’artifice et des courses de taureaux. Le 3 mai est le jour le plus important, où on effectue une procession de la statue du Très Saint Christ des Injures.
- Fêtes en l’honneur de Nuestra Señora de la Esperanza (Notre Dame de l’Espérance) qui ont lieu du 6 au 9 de septembre. Elles sont populairement connues comme les « Fêtes de la Vierge ». Le 8 septembre est le jour le plus important, où on effectue une procession de la statue de la Vierge de l’Espérance.

## Crédit d'auteurs
- (es) Cet article est partiellement ou en totalité issu de l’article de Wikipédia en espagnol intitulé « Lillo (Toledo) » (voir la liste des auteurs).